# China Railway
China State Railway Group Company, Ltd. (en chino tradicional, 中國國家鐵路集團有限公司; en chino simplificado, 中国国家铁路集团有限公司; pinyin, Zhōngguó Guójiā Tiělù Jítuán Yǒuxiàn Gōngsī), que opera como China Railway (中国铁路) o CR, es una empresa estatal de propiedad exclusiva que realiza servicios de transporte ferroviario de pasajeros y carga en la República Popular de China. China Railway opera transporte de pasajeros y carga a través de 21 filiales. En la actualidad, China Railway tiene jurisdicción sobre 97 840 kilómetros de ferrocarriles y cuenta con 2 045 601 empleados.
China Railway se estableció oficialmente el 18 de junio de 2019. Su predecesor fue el Ministerio de Ferrocarriles de la República Popular de China y China Railway Corporation. La presente es una empresa industrial estatal establecida bajo el "Ley de la República Popular de China sobre Empresas Industriales de Propiedad Total". El Ministerio de Finanzas actúa en nombre del Consejo de Estado para cumplir con los deberes de los accionistas.
China Railway tenía anteriormente su propia fuerza de policía ferroviaria, fiscalía y sistema judicial. El departamento de policía del ferrocarril todavía está bajo el control de la empresa. El estado de la policía es el servicio civil del Ministerio de Seguridad Pública, pero la compañía todavía les paga y administra.

## Divisiones

Regiones de servicio de China Railways.

China Railway tiene 21 divisiones filiales que gestionan la actividad por regiones. Son las siguientes:
| Tipo      | Compañía                                             | Provincias de operación | Regiones de operación |
| --------- | ---------------------------------------------------- | --- | --------------------- |
| Pasajeros | China Railway Harbin Group Company (CR Harbin)       | Noreste de Mongolia Interior (Hulunbuir y parte de Xingan), Heilongjiang                                                        | China del Noreste     |
| Pasajeros | China Railway Shenyang Group Company (CR Shenyang)   | Liaoning, Jilin, Sudeste de Mongolia Interior (Chifeng, Tongliao y parte de Xingan), sudeste de Heilongjiang, nordeste de Hebei | China del Noreste     |
| Pasajeros | China Railway Beijing Group Company (CR Beijing)     | Beijing, Hebei, Tianjin, oeste de Shyong, norte de Henan, este de Shanxi                                                        | China del Norte       |
| Pasajeros | China Railway Hohhot Group Company (CR Hohhot)       | Mongolia Interior | China del Norte       |
| Pasajeros | China Railway Taiyuan Group Company (CR Taiyuan)     | Shanx | China del Norte       |
| Pasajeros | China Railway Jinan Group Company (CR Jinan)         | Shyong | China del Este        |
| Pasajeros | China Railway Shanghai Group Company (CR Shanghai)   | Shanghai, Jiangsu, Anhui, Zhejiang                                                                                              | China del Este        |
| Pasajeros | China Railway Nanchang Group Company (CR Nanchang)   | Jiangxi, Fujian, partes de Hubei y Hunan                                                                                        | China del Este        |
| Pasajeros | China Railway Guangzhou Group Company (CR Guangzhou) | Guangdong, Hunan, Hainan | China del Sur         |
| Pasajeros | China Railway Nanning Group Company (CR Nanning)     | Guangxi, oeste de Guangdong | China del Sur         |
| Pasajeros | China Railway Wuhan Group Company (CR Wuhan)         | Hubei, sur de Henan | China Central         |
| Pasajeros | China Railway Zhengzhou Group Company (CR Zhengzhou) | Henan, Shanxi | China Central         |
| Pasajeros | China Railway Chengdu Group Company (CR Chengdu)     | Sichuan, Chongqing, Guizhou, partes de Yunnan y Hubei                                                                           | China del Suroeste    |
| Pasajeros | China Railway Kunming Group Company (CR Kunming)     | Yunnan, partes de Sichuan y Guizhou                                                                                             | China del Suroeste    |
| Pasajeros | China Railway Qingzang Group Company (CR Qingzang)   | Tibet | China del Suroeste    |
| Pasajeros | China Railway Qingzang Group Company (CR Qingzang)   | Qinghai | China del Noroeste    |
| Pasajeros | China Railway Lanzhou Group Company (CR Lanzhou)     | Gansu, Ningxia, partes de Mongolia Interior                                                                                     | China del Noroeste    |
| Pasajeros | China Railway Ürümqi Group Company (CR Ürümqi)       | Xinjiang, partes de Gansu | China del Noroeste    |
| Pasajeros | China Railway Xi'an Group Company (CR Xi'an)         | Shaanxi, noreste de Sichuan | China del Noroeste    |
| Carga     | China Railway Special Cargo Service Company (CRSCS)  | Nacional | Nacional              |
| Carga     | China Railway Express Company (CRE)                  | Nacional | Nacional              |
| Carga     | China Railway Container Transport Company (CRCT)     | Nacional | Nacional              |

### Filiales de segundo tipo
| Matriz       | Filial                          | Línea operacional                                         |
| ------------ | ------------------------------- | --------------------------------------------------------- |
| CR Guangzhou | Guangshen Railway Company       | Guangzhou–Shenzhen railway                                |
| CR Guangzhou | Guangmeishan Railway Company    | Guangzhou–Meizhou–Shantou railway                         |
| CR Guangzhou | Sanmao Company                  | Sanshui–Maoming railway                                   |
| CR Guangzhou | Shichang Railway Company        | Shimen–Changsha railway                                   |
| CR Guangzhou | Yuehai Railway Company          | Guangdong–Hainan railway                                  |
| CR Kunming   | Shuibai Railway Company         | Liupanshui–Baiguo railway                                 |
| CR Nanchang  | Wuyishan Railway Company        | Hengfeng–Nanping railway                                  |
| CR Nanchang  | Quanzhou Railway Company        | Zhangping–Longyan–Kanshi railway                          |
| CR Nanchang  | Longyan Railway Company         | Zhangping–Quanzhou–Xiaocuo railway                        |
| CR Nanchang  | Xiamen Haicang Railway Company  | Haicang branch railway                                    |
| CR Shanghai  | Xiaoyong Railway Company        | Xiaoshan–Ningbo railway                                   |
| CR Shanghai  | Hejiu Railway Company           | Hefei–Jiujiang railway                                    |
| CR Shanghai  | Xinchang Railway Company        | Xinyi–Changxing railway                                   |
| CR Shanghai  | Jinwen Railway Company          | Jinhua–Wenzhou railway                                    |
| CR Shanghai  | Ningqi Railway Company          | Nanjing–Qidong railway                                    |
| CR Shanghai  | Ninghe Railway Company          | Hefei–Nanjing passenger railway                           |
| CR Shanghai  | Hewu Railway Company            | Hefei–Wuhan high-speed railway                            |
| CR Taiyuan   | Daqin Railway Company           | Datong–Qinhuangdao railway                                |
| CR Wuhan     | Huhanrong Railway Hubei Company | Shanghai–Wuhan–Chengdu high-speed railway (sección Hubei) |
| CR Wuhan     | Luofu Railway Company           | Luohe–Fuyang railway                                      |
| CR Xi'an     | Xiyan Railway Company           | Xi'an–Yan'an railway                                      |
| CR Zhengzhou | Anli Branch Line Company        | Anyang–Lizhen railway                                     |
| CR Zhengzhou | Tanghe Branch Line Company      | Tangyin–Hebi railway                                      |